# Commiphora africana
El bedelio de África (Commiphora africana) es una especie de pequeño árbol caducifolio perteneciente a la familia Burseraceae, una familia afín a Anacardiaceae.

## Descripción
Estrechamente relacionado con Commiphora glandulosa, alcanza un tamaño de 5 m de altura, sus ramitas a menudo terminan en espinas. Su corteza es de color gris-verde, pelada que revela una superficie brillante, roja cuando está dañada, y luego exuda bdellion, de forma clara, una goma comestible, aromática. Las hojas son trifoliadas con un folíolo terminal grande y dos volantes laterales pequeños, dentados, como ocurre con la mayoría de Commiphoras, agradablemente aromáticas cuando son aplastadas. Los frutos son de color rojizo, de unos 6-8 mm, dividiéndose cuando está maduro para revelar una semilla dura, negra con pseudo- arilo o mericarpo con cuatro dedos rojos, semejante a los ganchos que sostienen una joya en un broche o un anillo. Los frutos del árbol son comestibles mientras que las raíces suculentas y dulces son a menudo masticadas por los seres humanos, y las hojas nuevas son buscados por los camellos y cabras, sobre todo al comienzo de la estación seca.

## Distribución y hábitat
Se distribuye por África subsahariana en Angola, Botsuana, Burkina Faso, Chad, Eritrea, Etiopía, Kenia, Malí, Mauritania, Mozambique, Namibia, Níger, Senegal, Somalia, Sudáfrica, Sudán, Suazilandia, Tanzania, Uganda, Zambia y Zimbabue, donde se encuentra en suelos arenosos. Esta especie a veces forma rodales puros, que merece consideración como una comunidad de plantas o asociación.

## Ecología
Este árbol es extremadamente sensible a la humedad atmosférica y ampliará sus yemas a la primera señal de vientos cargados de humedad. En consecuencia, es el primer árbol en el que brota la hoja con la llegada de la estación húmeda, y se mantiene muy verde durante todo el período de lluvias. En el Sahel este aspecto fresco y llamativo es compartido solo por Salvadora persica. Las hojas, sin embargo, sobreviven sólo mientras el aire húmedo dura, y se secan tan pronto como acaba la temporada de lluvias, momento en el cual el color del follaje cambia a un matiz dorado notable. C. africana se aprovecha de cualquier tiempo húmedo para completar un ciclo de foliación, floración y fructificación , y se refugia en la latencia durante períodos desfavorables. Aun así su follaje no muestra las características normalmente asociadas con las plantas adaptadas a la sequía. 
Esta especie es la planta de alimentos preferidos de los escarabajos Diamphidia, cuya larva se utiliza como un veneno potente para las flechas. C. africana es particularmente adecuado como un seto vivo.

## Propiedades
Partes del árbol se usa para tratar una amplia gama de dolencias. Las frutas para la fiebre tifoidea y problemas estomacales, la corteza para la malaria, la resina para las convulsiones y para cubrir y desinfectar las heridas, y la resina quemada como insecticida y afrodisíaco. 
La madera es suave y resistente a las termitas y se utiliza para tallar utensilios domésticos, instrumentos musicales y objetos de uso general. Un aceite comestible también se extrae y las partes del árbol exhiben fuertes propiedades fungicidas.
La corteza es rica en flavonoides, taninos , antraquinonas, glucósidos cardíacos, triterpenoides, saponinas, alcaloides y azúcares reductores. Los estudios de un extracto hidro-etanólico de la corteza han revelado un potente anti-convulsivo.

## Taxonomía
Commiphora africana fue descrita por (A.Rich.) Endl. y publicado en Monographiae Phanerogamarum 4: 14. 1883.
Variedades
- Commiphora africana var. glaucidula (Engl.) J.B.Gillett
- Commiphora africana var. oblongifoliolata (Engl.) J.B.Gillett
- Commiphora africana var. tubuk (Sprague) J.B.Gillett
- Commiphora africana var. venosa (Mattick) Govaerts

Sinonimia
| - Balsamea africana Baill. - Balsamea kotschyi Engl. - Balsamea pilosa Engl. - Balsamodendrum africanum Arn. - Commiphora benadirensis Mattei - Commiphora cakiicola Engl. - Commiphora calciicola Engl. | - Commiphora loandensis Engl. - Commiphora nkolola Engl. - Commiphora pilosa (Engl.) Engl. - Commiphora rugosa Engl. - Commiphora sambesiaca Engl. - Heudelotia africana A. Rich. basónimo |